# Fábrica Nacional de Motores
A Fábrica Nacional de Motores (FNM), conhecida popularmente como "Fenemê", foi uma empresa brasileira concebida inicialmente para produzir motores aeronáuticos, mas ampliou a sua atuação para a fabricação de caminhões e automóveis, atividade pela qual se tornou mais conhecida.

## História

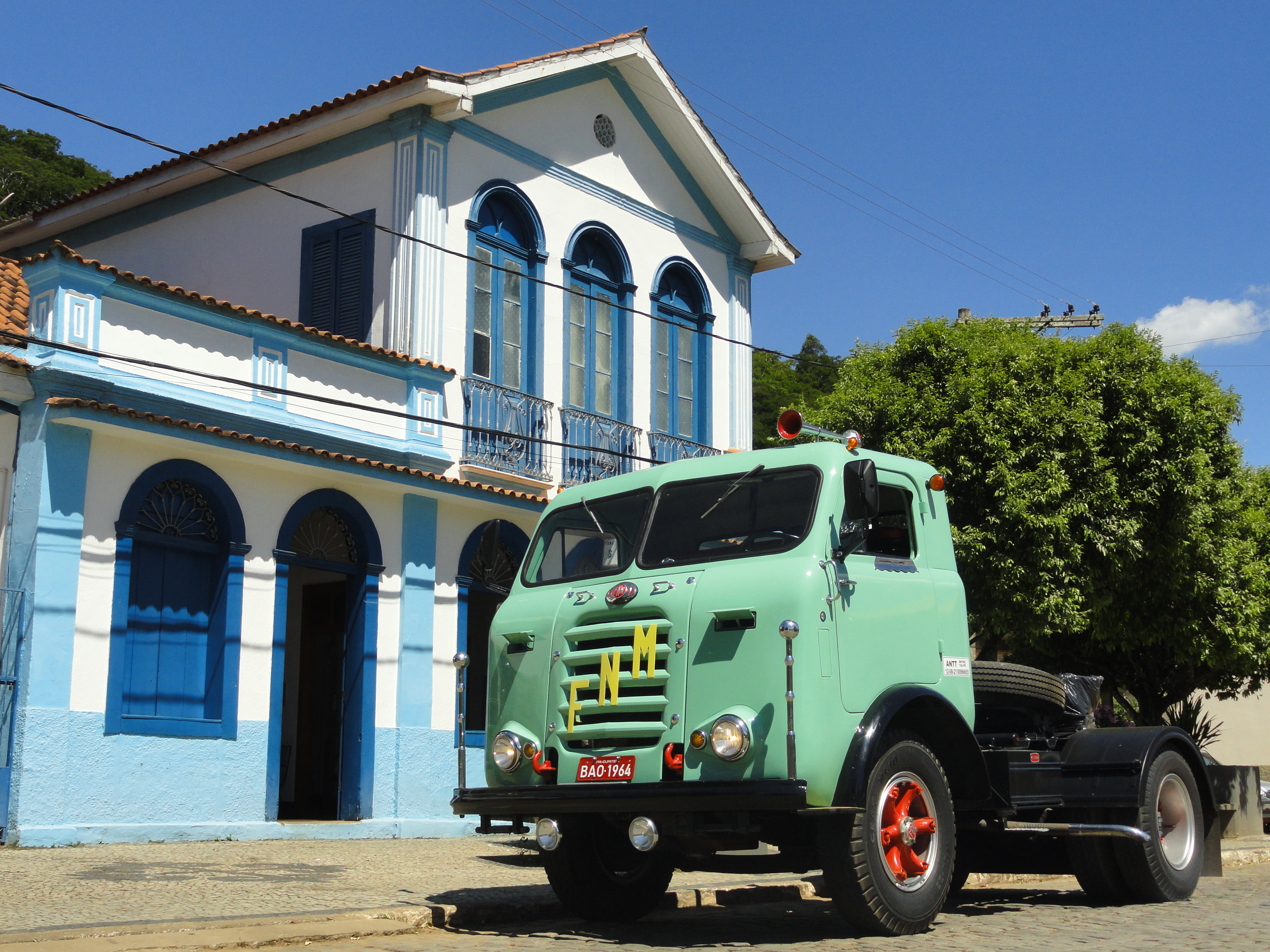
FNM D-11.000 truck, 1964

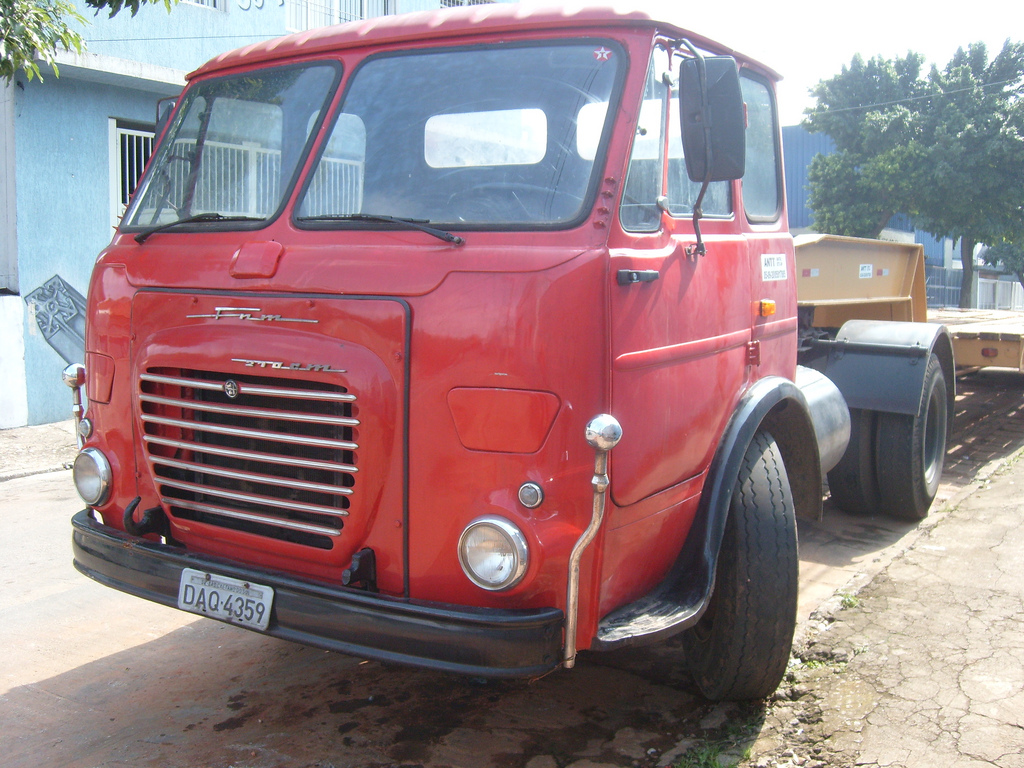
FNM 210

A ideia de criar a Fábrica Nacional de Motores surgiu em 1939, no período da história brasileira chamado de Estado Novo. Era o governo do presidente Getúlio Vargas,  que desejava transformar o Brasil em uma economia industrializada.  Data desta época a fundação de empresas estatais como a Companhia Siderúrgica Nacional (1941), a Companhia Vale do Rio Doce (1942), a Companhia Nacional de Álcalis (1943), a Companhia Hidrelétrica do São Francisco (1945), entre outras.
Nesse espírito, o então coronel Antônio Guedes Muniz propôs a construção de uma fábrica de motores aeronáuticos que atenderia à aviação militar e à nascente produção nacional de aviões para uso civil.
Muniz foi aos Estados Unidos e fechou um contrato para produzir motores radiais Curtiss-Wright R-975. O dinheiro norte-americano chegou quando o Brasil entrou na Segunda Guerra Mundial, como parte dos acordos firmados com os EUA. Assim, em 13 de junho de 1942 foi fundada a Fábrica Nacional de Motores. A construção em Xerém, distrito de Duque de Caxias, no pé da Serra de Petrópolis, ocorreu durante o conflito. Eram enormes e modernas instalações.
Quando saiu o primeiro avião com motor FNM, em 1946, a guerra já havia acabado e os EUA estavam se desfazendo de seus excedentes militares. Só a Força Aérea Brasileira tinha 180 motores Wright importados em estoque.
Getúlio fora deposto e o interesse pela industrialização do Brasil esfriara. O novo presidente, Eurico Gaspar Dutra, mandou suspender a produção de motores. Para salvar a FNM, Muniz, já alçado ao posto de brigadeiro, pôs a fábrica para fazer desde peças para máquinas industriais a eletrodomésticos. Em 1947, a estatal teve ações vendidas na bolsa.
Só em 1949 é que a fábrica encontrou seu rumo, ao firmar um acordo com a marca italiana Isotta Fraschini, fazendo com que a FNM fosse a primeira empresa a fabricar caminhões no Brasil. Estreou com o D-7.300, um modelo de cabine convencional, motor a diesel e capacidade para 7,5 toneladas de carga. Foram fabricadas cerca de 200 unidades deste modelo, mas a Isotta Fraschini estava em má situação financeira na Europa e interrompeu o envio de peças.

O engenheiro Guilherme Leão de Moura, presidente da Fábrica Nacional de Motores, em 1954. Arquivo Nacional.

O jeito foi encontrar outro fornecedor de tecnologia, sendo escolhida a estatal italiana Alfa Romeo. E foi com o modelo o FNM D-9.500, de cabine avançada, conhecida como "cara chata", que a linha de Xerém foi reativada, em 1951. Em 1955, esteve à frente da produção dos cavalos mecânicos, primeira tentativa de lançar ônibus muito longos - décadas antes dos articulados e BRTs - adaptando caminhões para sustentar estruturas de ônibus. Alguns desses chegaram a ser utilizados no Rio de Janeiro para uma linha ligando o Lins de Vasconcelos, na Zona Norte, à Urca, na Zona Sul. No entanto, a difícil locomoção desses veículos encerrou o projeto.
A nacionalização dos FNM, já chamados pelo povo de "Fenemê",  aumentou. Em 1958, foi lançado o modelo D-11.000, também derivado dos Alfa italianos. Era o caminhão pesado que se tornaria lendário nas estradas, com seu estilo e o som inconfundível do motor a diesel de seis cilindros, todo de alumínio.
Em 1960, a FNM lançou-se na produção de um sedã de luxo, o FNM JK, que mais tarde passou a se chamar FNM 2000. Era o automóvel mais estável e veloz fabricado no Brasil na época, mas também o mais caro.
Em 1968, com o regime militar, o novo governo privatizou a FNM, passando-a para a Alfa Romeo, que  assumiu o controle da FNM e continuou com a produção dos veículos.
Em 1972, veio um novo caminhão pesado, o FNM 180. Sua mecânica era basicamente a do velho D-11.000, mas a cabine era mais moderna. Na mesma linha, foi criado o FNM 210.
A gama de automóveis também passou por uma evolução. Após o 2000, foi lançado o 2150 e, em março de 1974, foi lançado o Alfa Romeo 2300, um modelo fabricado exclusivamente no Brasil.
A operação de Xerém, porém, nunca deu grande lucro. Em 1977, a Alfa Romeo foi vendida à Fiat, que continuou a fazer o modelo 180 por mais dois anos e fechou as portas da empresa.

## A Fábrica de Xerém
A FNM está ligada a dois esforços nacionais que são intimamente correlatos: o esforço de industrialização da nação e o esforço de fortalecimento do poder militar brasileiro. Nesse sentido, a fabricação de motores aeronáuticos estava inserida em uma perspectiva de que o pais precisava ser autônomo no setor de construção aeronáutica, o que seria imprescindível para a construção de aviões de guerra. 
Dentro dessa perspectiva a fundação da planta industrial de Xerém foi cercada de cuidados. Segundo Eduardo Paiva Nazareth, tal planta industrial era fortificada, com o objetivo de resguardar a mesma de ataques aéreos. A própria localização de Xerém para servir de sítio para planta industrial não foi aleatória: a plantava ficava situada nos contrafortes da serra, onde poderiam ser instaladas armas antiaéreas para a defesa das instalações.   A própria arquitetura dos prédios da fábrica eram carregados de precauções militares, como abrigos subterrâneos, marquises, ausência de janelas com ar condicionado central e  maciça adoção de iluminação fluorescente. 

## O projeto do blindado "Cutia"
As primeiras tentativas brasileiras de fabricação de veículos brindados ocorreram durante o levante armado paulista em 1932. Nessa ocasião tanto paulistas como gaúchos tentaram obter blindados de combate a partir da modificação de tratores agrícolas o que redundou em resultados  muito modestos dado o grau de improvisação da iniciativa. Também não foram estas iniciativas fabris, muito pelo contrário, elas eram esforços artesanais de adaptação de máquinas já existem e muito distintas dos carros de combate então produzidas pelos Estados centrais. 
Coube a FNM, já no final da década de 1950, a desenvolver o primeiro projeto industrial de um carro blindado. O nome do projeto foi  "VETE - T1 Cutia" . O projeto teve inicio em 1958 e envolveu não apenas a FNM, mas também os alunos do terceiro ano do "Instituto Militar de Engenharia".
O "VETE - T1 Cutia"  foi o projeto de uma "Tanqueta", ou seja, um carro de combate muito pequeno, com peso inferior a sete toneladas e  e com missões muito específicas como reconhecimento, porta morteiro ou combate em terrenos inacessíveis para carros maiores, como lamaçais e bosques. Inspirado no protótipo francês do VP-90, o "Cutia" pesava  2,7 toneladas e era movido por um motor Alfa Romeo a gasolina. Feito para ser um blindado rápido e de baixo perfil, o "Cutia" possuia  teto aberto, o que tornava o mesmo muito vulnerável para a guerra urbana.
Segundo o professor Expedito Carlos Stephani Bastos o "Cutia" possuía problemas de projeto que deveriam ser resolvidos, como as lagartas  estreitas que tirava o desempenho do veiculo na lama. O motor à gasolina era outro problema, uma vez que, na década de 1960 os motores à diesel já eram bem desenvolvidos e difundidos nos carros blindados. Contudo, a principal dificuldade que o projeto enfrentou foi a concorrência com produtos dos EUA: pelo acordo de cooperação militar firmado com os EUA em 1952, o Brasil recebia blindados muito baratos dos EUA. Ainda que fossem materiais em boa parte obsoletos para o cenário europeu, o material bélico vindo dos EUA  era uma via muito barata de aquisição de material. Isso formava uma força econômica contrária ao desenvolvimento e produção de material nacional, força esta que acabou pondo à ferros o desenvolvimento e a produção da tanqueta da FNM.

## Venda e retorno da Marca
Em 2008, uma empresa especialilzada no ramo de mobilidade adquiriu o direito ao uso da marca e logotipo da FNM, com o objetivo de fabricar caminhões elétricos, alterando o nome para Fábrica Nacional de Mobilidade.

## Viagem nostálgica pela BR-116

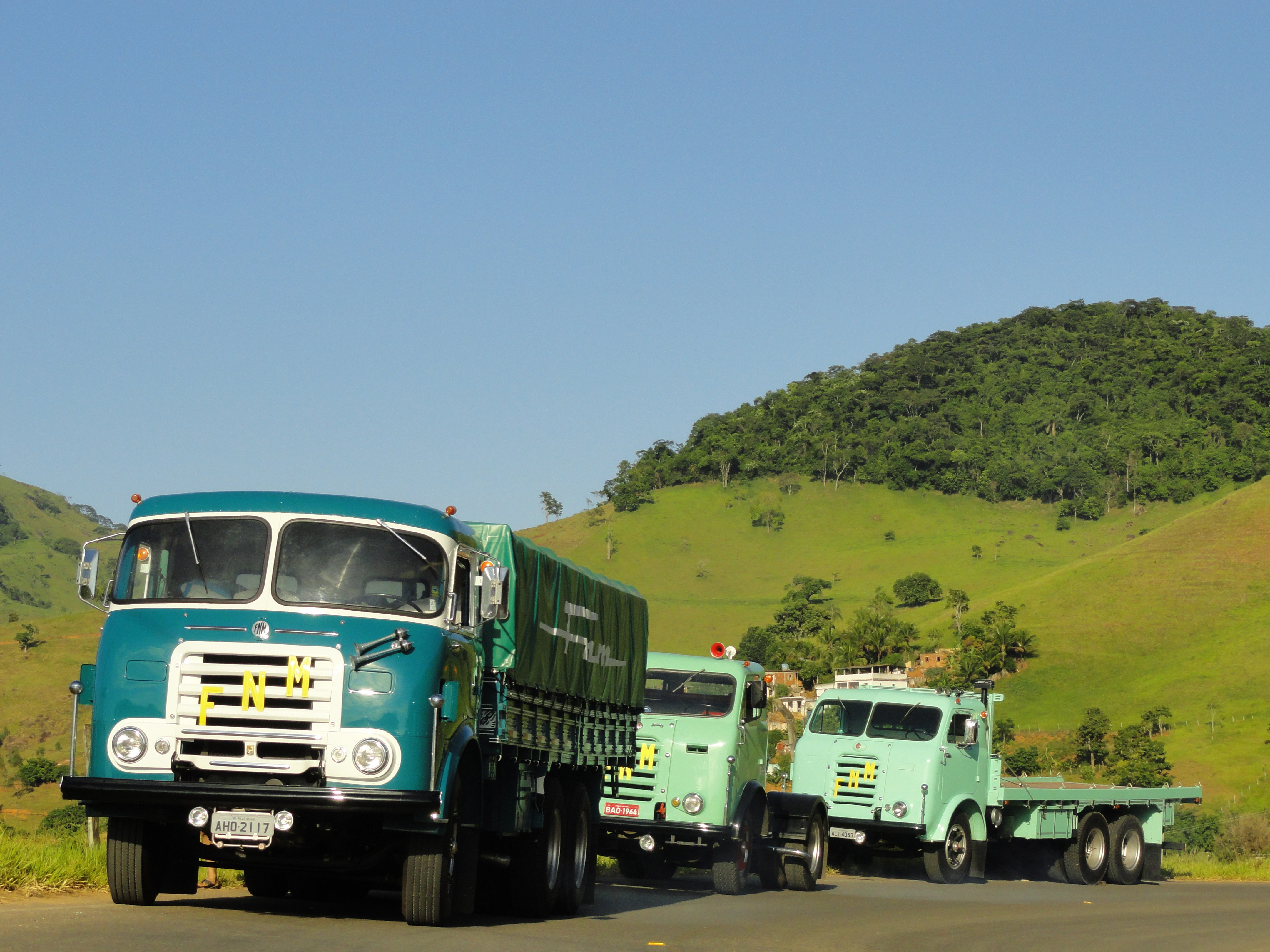
O trio de FNM D-11.000, na BR-116, a caminho de Salvador.

Entre janeiro e fevereiro de 2011, caminhões FNM saíram de Curitiba e de São Paulo para uma viagem nostálgica até Salvador. O comboio era formado por três D-11.000, sendo um modelo 1961 com cabine Brasinca, um cavalo mecânico de 1964 e um platafoma de 1965. A bordo estavam apaixonados por caminhões antigos, que reviverram os tempos em que os Fenemês dominavam o cenário da rodovia BR-116. Entre ida e volta, foram 5.110 km percorridos em dez dias.

## Tipos de cabines
- 180 e 210
- 800 BR
- Alfa Romeo "importada"
- Brasinca
- Brasinca "boca de bagre"
- Caio
- Carretti "idêntica a Brasinca"
- Cermana
- Drulla
- Fiedler
- Futurama
- Gabardo "standard reposição"
- Inca

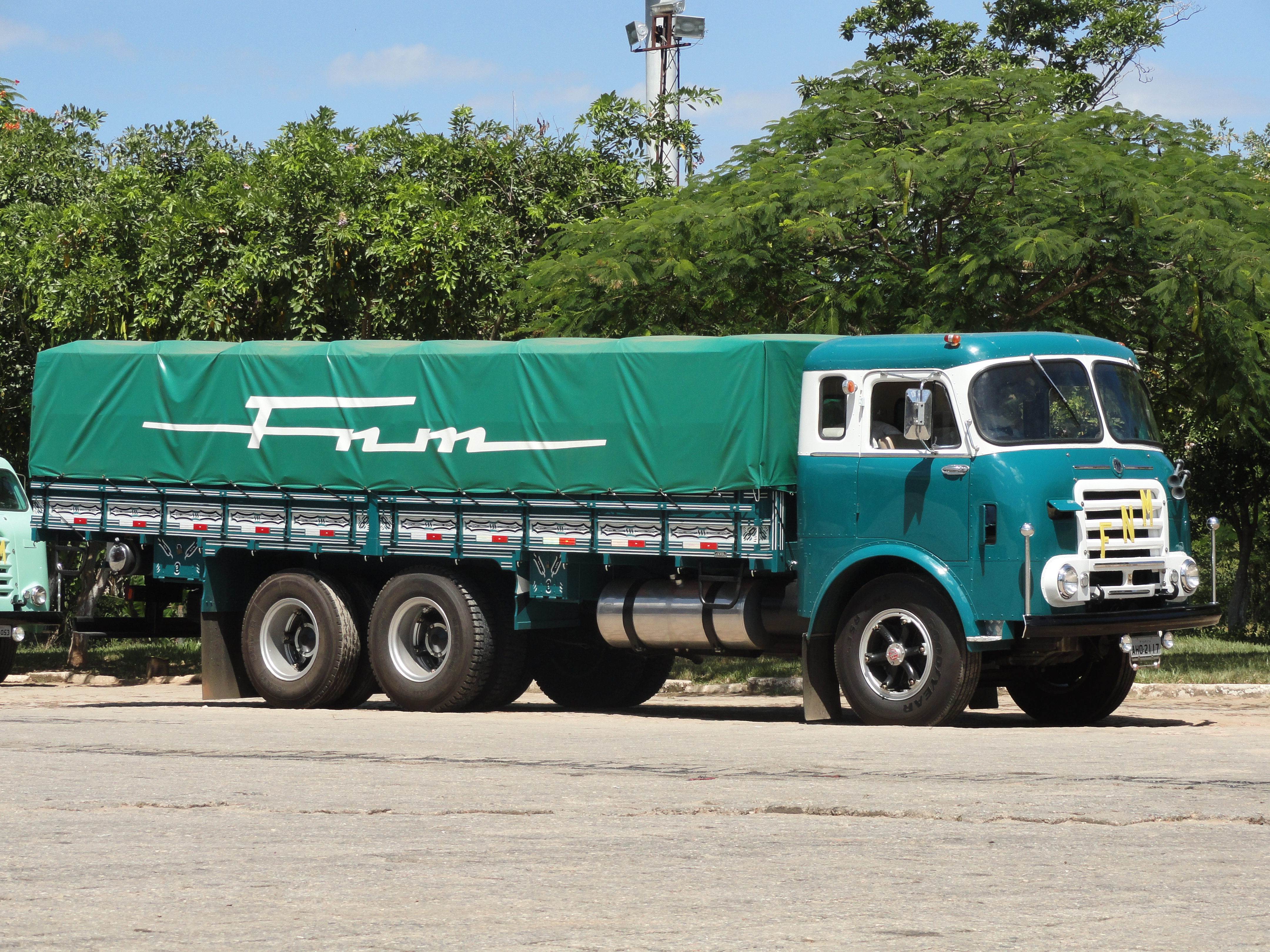
FNM D-11.000, carroceria Brasinca.

- Isotta Fraschini "bicuda importada"
- Irmãos Amalcabúrio "standard reposição"
- Kabi "standard reposição"
- Metro
- Rasera
- Santa Ifigênia
- Standard "intermediária"
- Standard
- Vieira
- Vintage